# Onze Lieve Vrouwe op Zee
Onze Lieve Vrouwe op Zee was een kapel en gehucht op het Nederlandse eiland Schouwen-Duiveland, provincie Zeeland. De kapel stond in het gebied dat tegenwoordig de Verklikkerduinen heet.

## Geschiedenis
De aan Maria gewijde kapel werd eind 15e eeuw gebouwd tegen de duinrand in het westen van het eiland Schouwen, mogelijk op de plek van een houten voorganger. Bij de kapel lag een gehucht. De kapel viel onder het patronaat van de Sint Jacobuskerk in Renesse en waarschijnlijk leverde het Onze Lieve Vrouwekapittel van deze kerk een kanunnik om de kapel te bedienen.
De kapel was vanuit de zee bereikbaar via het Palinxgat. Deze inham in de duinen was waarschijnlijk een schuilhaven. Voor zeelui en vissers was de kapel de plek om te bidden voor een veilige reis en mogelijk hebben zij de kapel ook gesticht.

### Bedevaart
De kapel was tevens een bedevaartsplaats. Er zijn 36 zaken bekend waarin de schepenen van Zierikzee een verplichte bedevaart naar deze kapel oplegden aan veroordeelden; de eerste keer was in 1490, de laatste in 1570. Het betrof relatief kleine vergrijpen en overtredingen, zoals overlast, prostitutie en diefstal.

### Verwoesting
Op 1 april 1572 veroverden de Watergeuzen de stad Brielle, waarna ze aan het plunderen sloegen op de Hollandse en Zeeuwse eilanden. Op 17 april vernielden ze de kapel van Onze Lieve Vrouwe op Zee.
De kapel is niet meer herbouwd. Schouwen koos de zijde van Willem van Oranje en de katholieke godsdienst werd al snel verboden, dus herbouw van de kapel was geen optie. De ruïne is waarschijnlijk gebruikt als bron van bouwmaterialen voor omwonenden.
Tot in de 17e eeuw zullen de restanten zichtbaar zijn geweest, getuige diverse vermeldingen op landkaarten uit die periode. Het gehucht werd toen waarschijnlijk De Duyne(n) genoemd. Het stuivende duinzand begroef uiteindelijk de laatste restanten van de kapel en het gehucht.

### Fundamenten
De fundamenten van de kapel zijn enkele malen tevoorschijn gekomen toen het zand wegwaaide, zoals in 1833 en 1907. Bij die laatste keer heeft architect Johan Hoogenboom metingen verricht: de muren bleken 60 centimeter dik en het gebouw had een breedte van circa 7 meter.

### Nieuwe kerk in Haamstede
In 1959 werd in Haamstede een katholieke kerk gebouwd die werd vernoemd naar de verdwenen kapel: Onze Lieve Vrouwe op Zee. Hierbij werd een baksteen van de oude kapel ingemetseld in de nieuwe kerk.
Bij de plek waar de verdwenen kapel heeft gestaan, is in 2011 een informatiebord geplaatst.

## Vannekinsdorp
Het is aannemelijk dat op de plek van de kapel aanvankelijk het gehucht lag met de naam Vannekinsdorp. De enige keer dat het gehucht wordt genoemd is in een belastingdocument uit 1465. Het zal een klein en armoedig buurtschap zijn geweest dat niet over een eigen kerk beschikte.
Een verklaring voor de naam van het gehucht is niet duidelijk. Het kan een verkleinvorm van de mannennaam Vannen zijn. Dit moet dan een lokaal belangrijk man zijn geweest die zijn naam gaf aan het gehucht. Er is gesuggereerd dat Vannen een van oorsprong Scandinavische naam is en verband houdt met de Vikingen die in de vroege middeleeuwen op Schouwen neerstreken.
Na 1465 komt de naam Vannekinsdorp niet meer voor. Eind 15e eeuw werd op deze locatie de kapel van Onze Lieve Vrouwe op Zee gebouwd.